# William Dieterle
William Dieterle (Ludwigshafen am Rhein, Alemanya, 15 de juliol de 1893 - Ottobrunn, Alemanya, 9 de desembre de 1972) fou un director de cinema i actor alemany, nacionalitzat estatunidenc el 1937.

## Biografia
Dieterle va néixer a Ludwigshafen am Rhein (Alemanya), va ser un dels nou fills de Jacob i Berthe Dieterle. De nen, la seva família va tenir considerables problemes econòmics, el que el va obligar a treballar com a fuster i venedor de ferralla. Aviat Dieterle va començar a interessar-se pel teatre, i als 16 anys ja s'havia unit a una companyia de teatre ambulant. La seva aparença i ambició el van ajudar a aconseguir papers de galant en produccions teatrals. El 1919 va atreure l'atenció de Max Reinhardt a Berlín, el qual el va contractar com a actor per a les seves pel·lícules. Dieterle va començar a actuar en films alemanys el 1921 per guanyar més diners i ràpidament es va convertir en un popular actor de caràcter. Poc després es va cansar d'interpretar i va voler començar a dirigir.
Va dirigir la seva primera pel·lícula el 1923, Der Mensch am Wege, protagonitzada per una jove Marlene Dietrich. Després d'aquest film, Dieterle va continuar actuant durant diversos anys a notables pel·lícules alemanyes com Das Wachsfigurenkabinett i Faust, aquesta última dirigida per F.W. Murnau. El 1927, Dieterle i la seva esposa, Charlotte Hagenbruch, van crear la seva pròpia productora, la qual cosa li va permetre dirigir més pel·lícules, com Geschlecht in Fesseln, en la qual també va interpretar el paper protagonista.
El 1930, Dieterle va emigrar als Estats Units després que li oferissin un treball a Hollywood per fer versions alemanyes de pel·lícules estatunidenques. Dieterle es va adaptar ràpidament a l'estil de Hollywood i aviat va estar dirigint pel·lícules originals. La primera d'aquestes, The Last Flight, va ser un èxit. Altres pel·lícules que va dirigir durant els anys 1930 inclouen Jewel Robbery, Adorable, A Midsummer Night's Dream, The Story of Louis Pasteur, The Life of Emile Zola, Juarez i El geperut de Notre-Dame. Dieterle va adquirir la ciutadania estatunidenca el 1937.
Durant els anys 1940 els treballs de Dieterle van estar dotats d'un caràcter més romàntic i exuberant. Algunes d'aquestes pel·lícules són The Devil and Daniel Webster, Love Letters i Retrat de Jennie.
La carrera de Dieterle va decaure durant els anys 50 a conseqüència del macarthisme. Encara que mai no va ser inclòs en cap llista negra, el seu film llibertari Bloqueig, així com alguns dels seus col·laboradors habituals, eren considerats sospitosos.
Dieterle va continuar realitzant pel·lícules als Estats Units durant els anys 1950, entre els que es compten el film noir The Turning Point, Salomé amb Rita Hayworth, Elephant Walk amb Elizabeth Taylor i la pel·lícula biogràfica Magic Fire. També va realitzar diverses pel·lícules a Alemanya i Itàlia, a més del fracàs de taquilla The Confession, protagonitzada per Ginger Rogers.

## Filmografia
- 1923: Der Mensch am Wege
- 1927: Behind The Altar
- 1928: The Saint and Her Fool; Sex in Chains
- 1929: Durchs Brandenburger Tor. Solang noch Untern Linden
- 1929: Ich liebe für Dich
- 1929: Frühlingsrauschen
- 1929: Das Schweigen im Walde
- 1930: The Costume Falls
- 1930: Kismet
- 1930: Ludwig der Zweite, König von Bayern
- 1930: The Dance Goes On
- 1931: The Last Flight
- 1931: Dämon des Meeres
- 1931: Eine Stunde Glück
- 1931: Her Majesty, Love
- 1932: Man Wanted
- 1932: Jewel Robbery
- 1932: The Crash
- 1932: Six Hours to Live
- 1932: Scarlet Dawn
- 1933: Lawyer Man
- 1933: Grand Slam
- 1933: Adorable
- 1933: The Devil's in Love
- 1933: Female
- 1933: From Headquartes
- 1934: Fog Over Frisco
- 1934: Fashions of 1934
- 1934: Dr Monica
- 1934: Madame Du Barry
- 1934: The Firebird
- 1934: The Secret Bride
- 1935: A Midsummer Night's Dream
- 1935: Dr Socrates
- 1935: The Story of Louis Pasteur
- 1936: The White Angel
- 1936: Satan Met a Lady
- 1937: The Great O'Malley
- 1937: The Prince and the Pauper
- 1937: Another Dawn
- 1937: The Life of Emile Zola
- 1938: Bloqueig (Blockade)
- 1939: Juarez
- 1939: El geperut de Notre-Dame (The Hunchback of Notre Dame)
- 1940: The Magic Bullet; A Dispatch from Reuter's
- 1941: The Devil and Daniel Webster
- 1942: Syncopation; Tennessee Johnson
- 1944: Kismet; I'll Be Seeing You
- 1945: Love Letters
- 1945: This Love of Ours
- 1946: The Searching Wind
- 1948: Retrat de Jennie (Portrait of Jennie)
- 1949: La culpa (The Accused)
- 1949: Rope of Sand
- 1950: Paid in Full
- 1950: Vulcano
- 1950: September Affair
- 1950: Dark City
- 1951: Peking Express
- 1951: Red Mountain
- 1952: Boots Malone
- 1952: The Turning Point
- 1953: Salomé (Salome)
- 1954: Elephant Walk
- 1955: Magic Fire
- 1956: Screen Directors Playhouse (TV)
- 1956: Le Choix de... (TV)
- 1957: Omar Khayyam
- 1959: Il Vendicatore
- 1960: Die Herrin der Welt - Teil II
- 1960: Ich fand Julia Harrington
- 1960: Fastnachtsbeichte
- 1960: Les Mystères d'Angkor
- 1961: Die Große Reise (TV)
- 1962: Gabriel Schillings Flucht (TV)
- 1962: Das Vergnügen, anständig zu sein (TV)
- 1962: Antigone (TV)
- 1964: The Confession
- 1966: Samba (TV)